# Gottlieb Nagel
Christian Samuel Gottlieb Ludwig Nagel (* 18. April 1787 in Schwerin; † 26. April 1827 in Kleve) war ein deutscher Befreiungskämpfer, Dichter und Pädagoge.

## Leben
Gottlieb Nagel war der Sohn des Tischlers Christian Friedrich Nagel. Er besuchte die Domschule zu Schwerin. Ostern 1806 begann er das Studium der Theologie an der Universität Rostock und wechselte nach drei Semestern das Studienfach zur Philologie. Ab 1808 setzte er sein Studium an der Universität Heidelberg und seine Forschungen ab 1809 an den Universitäten Jena und Göttingen fort. In Heidelberg wurde er Mitglied des Corps Vandalia I Heidelberg. Er verließ Göttingen im September 1809 im Zusammenhang mit der Gendarmen-Affäre und kehrte mit anderen mecklenburgischen Studenten in die Heimat zurück. 1810 in Mecklenburg an einem Nervenfieber erkrankt, nahm er 1811 Hauslehrerstellen bei adligen Familien in Mecklenburg an, nachdem er zunächst auch einige Stunden Unterricht an der Schweriner Domschule gegeben hatte.
1813 begab er sich zusammen mit Theodor Körner, Friedrich Christoph Förster, Gottlieb Schnelle und Carl Müller als Freiwilliger nach Breslau und stieß dort zum Lützowschen Freikorps, wo er sogleich als Offizier angenommen wurde und während der Befreiungskriege bis zum Ersten Pariser Frieden diente. Er war 1813 in Wöbbelin und dichtete nach dem Tod Körners persönlich betroffen den Ruf zur Rache. Danach war er mit den Lützowern dem Standort Kleve am Niederrhein zugeteilt. Der Versuch der Fortsetzung der Studien scheiterte an Napoleons Rückkehr. Auch diesmal trat Nagel zu den Waffen und kämpfte im 25. Linien-Infanterie-Regiment in den Niederlanden in der Schlacht bei Ligny. Seine Tagebücher aus diesen Kriegszeiten sind eine wichtige Quelle der Zeit der Befreiungskriege.
Gemeinsam mit Carl Müller löste er ein Gottlieb Schnelle gegebenes Versprechen ein und nagelte 1816 dessen Degen (später als Schwert bezeichnet) an die Eiche am Grab Theodor Körners in Wöbbelin.
1816 gelang dann die Fortsetzung und Beendigung seines Studiums an der Universität Halle mit der Promotion zum Dr. phil. im Jahr 1818. Bereits 1817 legte er in Berlin die Prüfung für das höhere Lehramt ab und trat gleichen Jahr seine erste Stelle im Schuldienst beim Königlichen Gymnasium zu Cleve an, wo er 1822 vom Oberlehrer zum Direktor des Gymnasiums befördert wurde und auf dieser Stelle bis zu seinem frühen Tod verblieb.
Gottlieb Nagel war seit 1818 mit (Elise) Lucie (Christine) Becker (* 6. März 1799 in Groß Gievitz) verheiratet, einer Tochter des Amtsrates Georg Jacob Becker (1761–1826). Aus dieser Ehe gingen (mindestens) zwei Söhne und eine Tochter hervor. Eine weitere Tochter war zwei Tage nach der Geburt gestorben.
Nagel hatte sich in Rostocker Studentenzeiten mit zwei Brüdern Becker eng befreundet und Gievitz war ihm während des Studiums zur zweiten Heimat geworden. Auch Ulrich Becker wurde so sein Schwager.

## Auszeichnungen
- Ritter des Eisernen Kreuzes

## Schriften
- Aufruf an Oestreich, 1809
- Ausmarsch zur Schlacht, 1813
- Zornlied beim Einmarsch in S., 1813
- Siegesjubel beym Marsche über das Schlachtfeld von Schönbund bis Genappe, 1815
- Rede zur Feier des 18ten October 1818, gehalten auf dem Clever Berg
- Über Eumenius als angeblichen Begründer und Lehrer der Schule zu Cleve
  - 1. Teil: Über dessen Leben und Schriften, Cleve 1820
  - 2. Teil: Cleve 1821
- Entlassungsrede, gesprochen am Schlusse der vorjährigen Schulprüfung, Cleve 1822
- Über die Öffentlichkeit der Rechtspflege in Beziehung auf die Schule, Cleve 1823
- Gesetz für die Schüler des Kgl. Gymnasiums zu Cleve, Cleve 1824